# Кочегарка (посёлок)
Кочегарка — упразднённый посёлок в Залесовском районе Алтайского края. На момент упразднения входил в состав Борисовского сельсовета. Исключен из учётных данных в 1983 году.

## География
Располагался на реке Кочегарка (приток реки Татарка), на расстоянии приблизительно 3,5 км (по-прямой) к северо-востоку от села Борисово.

## История
Основан в 1858 году. В 1928 году деревня Кочегарка состояла из 176 хозяйств. В административном отношении являлась центром Кочегарского сельсовета Чумышского района Барнаульского округа Сибирского края.
Решением Алтайского КИКа от 11 ноября 1983 года № 381/2 населённый пункт, исключен из учётных данных.

## Население
По данным переписи 1926 года в деревне проживало 826 человек (353 мужчин и 473 женщины), основное население — русские.